# Jonathan Bilbao
Jonathan Alberto Bilbao Vásquez, noto semplicemente come Jonathan Bilbao (Barquisimeto, 29 luglio 1999), è un calciatore venezuelano naturalizzato peruviano, difensore dell'Ayacucho.

## Caratteristiche tecniche
È un difensore centrale.

## Carriera

### Club
Ha giocato nella prima divisione peruviana.

### Nazionale
Con la nazionale Under-20 peruviana ha preso parte al campionato sudamericano 2019.

## Statistiche
Statistiche aggiornate al 26 gennaio 2019.

### Cronologia presenze e reti in nazionale
| Cronologia completa delle presenze e delle reti in nazionale ― Perù under 20 | Cronologia completa delle presenze e delle reti in nazionale ― Perù under 20 | Cronologia completa delle presenze e delle reti in nazionale ― Perù under 20 | Cronologia completa delle presenze e delle reti in nazionale ― Perù under 20 | Cronologia completa delle presenze e delle reti in nazionale ― Perù under 20 | Cronologia completa delle presenze e delle reti in nazionale ― Perù under 20 | Cronologia completa delle presenze e delle reti in nazionale ― Perù under 20 | Cronologia completa delle presenze e delle reti in nazionale ― Perù under 20 |
| Data                                                                         | Città                                                                        | In casa                                                                      | Risultato                                                                    | Ospiti                                                                       | Competizione                                                                 | Reti                                                                         | Note                                                                         |
| ---------------------------------------------------------------------------- | ---------------------------------------------------------------------------- | ---------------------------------------------------------------------------- | ---------------------------------------------------------------------------- | ---------------------------------------------------------------------------- | ---------------------------------------------------------------------------- | ---------------------------------------------------------------------------- | ---------------------------------------------------------------------------- |
| 18-1-2019                                                                    | Talca                                                                        | Uruguay under 20                                                             | 0 – 1                                                                        | Perù under 20                                                                | Sudamericano Sub-20 2019 - 1º turno                                          | -                                                                            | 71’                                                                          |
| 26-1-2019                                                                    | Talca                                                                        | Argentina under 20                                                           | 1 – 0                                                                        | Perù under 20                                                                | Sudamericano Sub-20 2019 - 1º turno                                          | -                                                                            | 53’ 90+4’                                                                    |
| Totale                                                                       |                                                                              | Presenze                                                                     | 2                                                                            |                                                                              | Reti                                                                         | 0                                                                            |                                                                              |